# Robert Crozier

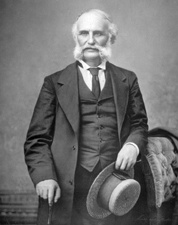
Robert Crozier

Robert Crozier, född 13 oktober 1827 i Cadiz, Ohio, död 2 oktober 1895 i Leavenworth, Kansas, var en amerikansk republikansk politiker och jurist. Han representerade delstaten Kansas i USA:s senat 1873-1874.
Crozier studerade juridik och inledde 1848 sin karriär som advokat i Ohio. Han var åklagare i Carroll County 1848-1850. Han flyttade 1856 till Kansasterritoriet. Han tjänstgjorde som federal åklagare 1861-1864 och som chefsdomare i delstaten Kansas högsta domstol 1864-1867.
Senator Alexander Caldwell avgick 1873 och Crozier blev utnämnd till USA:s senat. Han efterträddes följande år av James M. Harvey. Crozier tillträdde sedan 1876 en domarbefattning som han innehade fram till 1892.
Crozier avled 1895. Han gravsattes på Mount Muncie Cemetery i Leavenworth County.